# Томсон, Эрнест
Э́рнест То́мсон (англ. Ernest Thomson; 1884 — дата смерти неизвестна) — английский футболист, защитник.
Выступал за «Дарвен». В мае 1906 года перешёл в «Манчестер Юнайтед». Дебютировал в основном составе 14 сентября 1907 года в матче против «Мидлсбро». Всего в сезоне 1907/08 провёл за команду 3 матча в лиге, а «Манчестер Юнайтед» завоевал первый в своей истории чемпионский титул. В следующем сезоне только 1 раз появился в основном составе, и в июле 1909 года покинул команду, став игроком «Нельсона» (вместе с другим защитником Эроном Хьюмом). Затем играл за «Кардифф Сити» и вновь за «Нельсон».